# Crocallis klapperichi
Crocallis klapperichi là một loài bướm đêm trong họ Geometridae.